# Kościół św. Michała Archanioła w Dobrzanach
Kościół Świętego Michała Archanioła w Dobrzanach – rzymskokatolicki kościół parafialny w Dobrzanach, w powiecie stargardzkim, w województwie zachodniopomorskim. Należy do dekanatu Suchań. Mieści się przy ulicy Stanisława Staszica, w południowo-wschodniej części miasta.

## Historia
Został wybudowany z cegły w latach 1781–1784 w stylu klasycystycznym według projektu niemieckiego architekta Davida Gilly'ego. Skromna świątynia salowa, wybudowana na planie prostokąta. Budowla nakryta jest czterospadowym dachem. W połowie długości od przodu świątyni, od strony zachodniej, mieści się czworokątna wieża - dzwonnica z zegarem, zwieńczona trójkątnym naczółkiem, wybudowana w XIX wieku. W kościele znajduje się około 300 miejsc siedzących. 

## Wyposażenie
Do wyposażenia kościoła należy m.in. neobarokowy ołtarz z przełomu XIX i XX stulecia w stylu regencji, malowany plafon, ambona z XVIII stulecia, pochodząca z Odargowa, dzwon odlany z brązu w 1925 roku i mechanizm zegara wykonany w 1899 roku.